# 陳義姑
陈义姑，明朝女性人物，福建沙县陈穗之女。
十八岁时，父母相继去世，留下两个儿子，大的七岁，小的五岁。亲族贪图他的家产，天天在旁窥视。陈义姑立志抚养弟弟，平常准备扫帚数十把。族兄弟早晚叩门，她点燃扫帚照亮，开门准备酒食款待。敲门的人说：“我们夜行火灭了，来请求蜡烛。”从此窥伺之人绝意。及两个弟弟完婚，四十五岁自己才出嫁，终身无子。两个弟弟把她迎归，以对待母亲一样事奉。